# Пашков, Егор Иванович (генерал-майор)
Его́р Ива́нович Пашко́в (24 июня 1795— 5 февраля 1862) — генерал-майор из рода Пашковых, действительный член Императорского Московского Общества сельского хозяйства.

## Биография
Родился 24 июня 1795 года. Сын Ивана Александровича Пашкова (1758—1828) и Евдокии Николаевны, урожд. Яфимович (1770—1838). У них было 9 детей, Егор был третьим ребёнком в семье. Его брат Андрей, служил в кавалергардах. 14 февраля 1814 года поступил на службу юнкером в Гродненский гусарский полк.
14 апреля того же года переведен в кавалергардский полк. 22 января 1815 года произведен в эст-юнкеры. 18 декабря того же года произведен в корнеты, а через полтора года 1 июля 1817 года переведен в лейб-гвардейский гусарский полк. В 1819 году назначен адъютантом к графу П. А. Толстому, командиру корпуса в Москве.
В должности адъютанта Пашков состоял 7 лет и в это время был произведен в 1819 году в штабс-ротмистры, в 1823 году в ротмистры, а в 1826 году в подполковники, с переводом в Иркутский гусарский полк, откуда в том же году переведен в Павлоградский гусарский полк.
1 октября 1827 года Пашков был назначен командиром Павлоградского гусарского полка, с которым он принимал участие в русско-турецкой войне. В Адрианополе он заболел и должен был пробыть там целый месяц. После своего выздоровления 1 ноября отправился в Россию, куда он и вернулся 18 ноября того же года.
Принимал участие в подавлении польского восстания. Участвовал во взятии Варшавы. В сентябре Пашков состоял в главной армии и участвовал в движении войск от Варшавы для преследования остатков польской армии Рыбинского. 20 сентября Пашков приехал в Рационж.
21 сентября в авангарде сил перешел к Пезуню. 27 сентября того же года Пашков повел свой полк в Калишское воеводство, где павлоградцы и разместились на зимних квартирах. 26 декабря 1831 года для лечения болезни он был отправлен в отпуск на 4 месяца, по истечении этого срока он был уволен ещё на 5 месяцев.
25 декабря 1832 года по болезни он был уволен от службы в чине генерал-майора с мундиром и пенсией. Скончался 5 февраля 1862 года.

## Семья
С февраля 1819 года женат на Ольге Алексеевне Панчулидзевой (1802—1842), дочери саратовского губернатора А. Д. Панчулидзева. По словам графа М. Д. Бутурлина, Пашков был «отличный муж и семьянин и как юноша был влюблен в свою прелестную жену, поясной портрет которой неразлучно сопровождал его во всех походах и в лагерных стоянках». Её ранняя смерть была тяжелой утратой для него. Одна из современниц писала: 
Госпожа Ольга Пашкова умерла, что право же грустно. К счастью, она успела помолвить свою дочь с Путятой ... Она благословила их брак в самый день своей смерти. Невеста имела склонность к жениху, но отец не давал согласия на брак, хотя об нем говорили уже три года. Наконец он уступил просьбам умирающей жены, и вот они помолвлены. Госпожа Пашкова ужасно мучилась перед смертью.
 В браке имели детей:
- Авдотья Егоровна (1820—1893), замужем за генералом Дмитрием Васильевичем Путятой (1806—1889).
- Алексей Егорович (1821—1896), с 1845 года женат на Юлии Николаевне Муравьевой (1825—1878), дочери Н. Н. Муравьева.
- Софья Егоровна (1823—1907), с 1856 года замужем за Михаилом Егоровичем Криштафовичем (1826—1909), разведясь с ним, стала женой Ивана Васильевича Путятина (1804—1888), брата мужа своей сестры.
- Иван Егорович  (1824—февраль 1837), по словам А. Я. Булгакова, «Ваня Пашков был прекрасный, кроткий, ласковый мальчик. Заболев горячкой, он почти выздоравливал и ему давали легкое лекарство. Но немец-гувернер, обожавший его и ухаживающий за ним во всю его болезнь, как нежный отец, и живший лет шесть в доме, вместо микстуры дал выпить больному какой-то состав для отравы клопов. Испуганная мать первая хватилась, послали за доктором, дали противоядие, но несчастный отрок 12 лет умер через три часа, кажется, без страданий. Положение бедного немца было таково, что мать сама его утешала, забывая жестокое свое горе»[3].
- Ольга Егоровна (1825—1873), замужем за А. П. Озеровым (1817—1900), обер-гофмейстером, послом в Афинах.